# Raúl Belinchón
Raúl Belinchón  (Valencia, 29 de noviembre de 1975) es un fotógrafo español reconocido a nivel internacional por sus imágenes de espacios arquitectónicos, deshabitados y solitarios.

## Trayectoria
Se licenció en 2004 en Historia del Arte por la Universidad de Valencia. En los inicios de su carrera fotografía a personas que le sirvieron para contar historias. Del relato de "José y familia", donde narraba visualmente el día a día de un drogadicto, su mujer y sus tres hijos, al acercamiento a la realidad de los "Culturistas", pasando por "Rosario","Vendimiar", "Sensación de vivir", entre otros.
Cuenta con proyectos que lo distinguen como “Ciudades subterráneas”, “Patio de butacas”, “Antros” y “Escenarios urbanos”. En "Patio de Butacas" , retrata tipologías arquitectónicas que varían desde el esplendor de edificios como la Royal Opera House, hasta un cine posmoderno. De Moscú a París, de Londres a Madrid, de San Petersburgo a Barcelona, de Tokio a Milán, pasando por los teatros de Broadway de Nueva York. Salas antiguas y modernas, de diferentes formas y tipologías. Otra manera de ver estos espacios, sin espectadores, sin actores, resaltando sus pequeños y característicos detalles.
"Ciudades Subterráneas", captura interiores de metros en distintas ciudades del mundo.
"Kéyah" se compone del resultado del proyecto fotografíco sobre la tierra y el paisaje subterráneo, realizado en una reserva de los indios Navajo en la parte noreste de Arizona (EE. UU.).

## Exposiciones individuales y colectivas
- 2010 Kéyah. Galería Tomás March, Valencia.[4]
- 2009 Kéyah. Fundación Miró, Barcelona.[4]
- 2005 Patio De Butacas, París Photo, Stand T20. Museo del Louvre, París.